# Roter Adlerorden

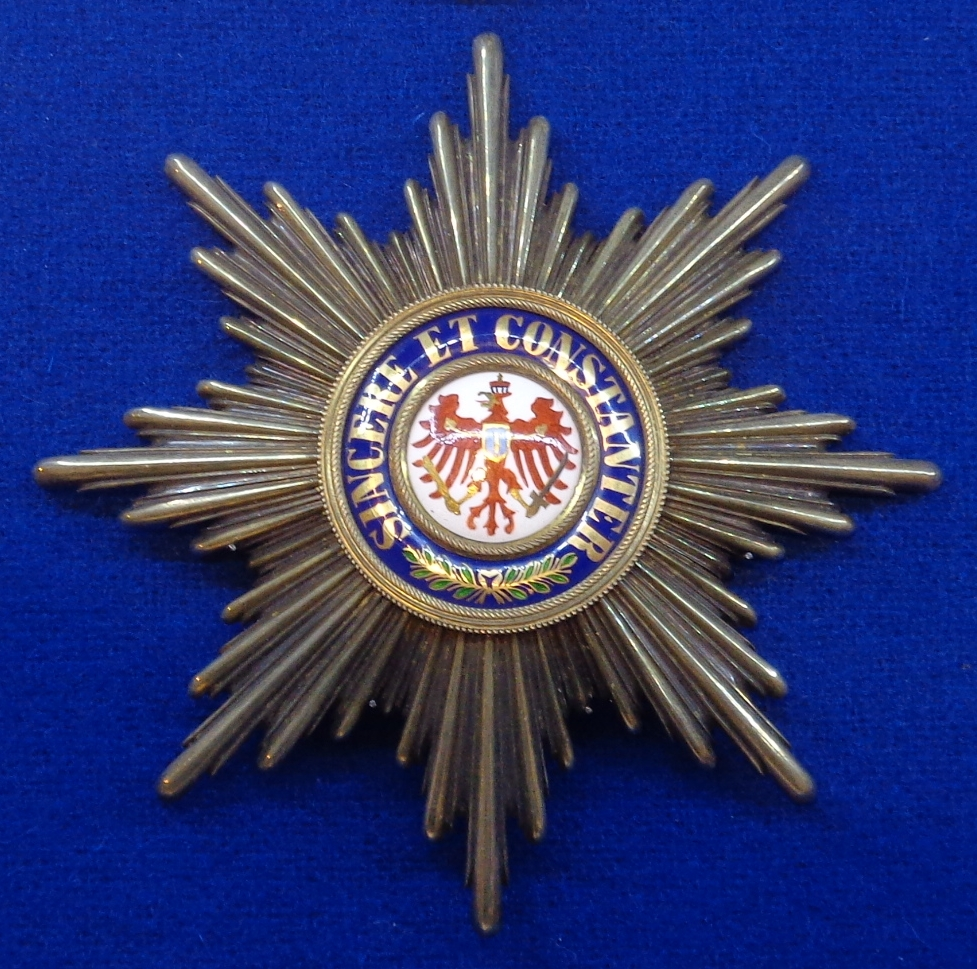
Bruststern des Roten Adlerordens

Der Rote Adlerorden war ein preußischer Verdienstorden, der am 17. November 1705 durch Erbprinz Georg Wilhelm von Brandenburg-Bayreuth als Ordre de la sincérité (Orden der Aufrichtigkeit) als höfischer Ritterorden gestiftet wurde. Ab 1792, nach dem Übergang der fränkischen Hohenzollerngebiete an Preußen, verlieh ihn der König von Preußen. Der rote Adlerorden war nun der zweithöchste Orden im preußischen Staat nach dem Schwarzen Adlerorden. Er wurde bis zur Novemberrevolution verliehen.

## Geschichte

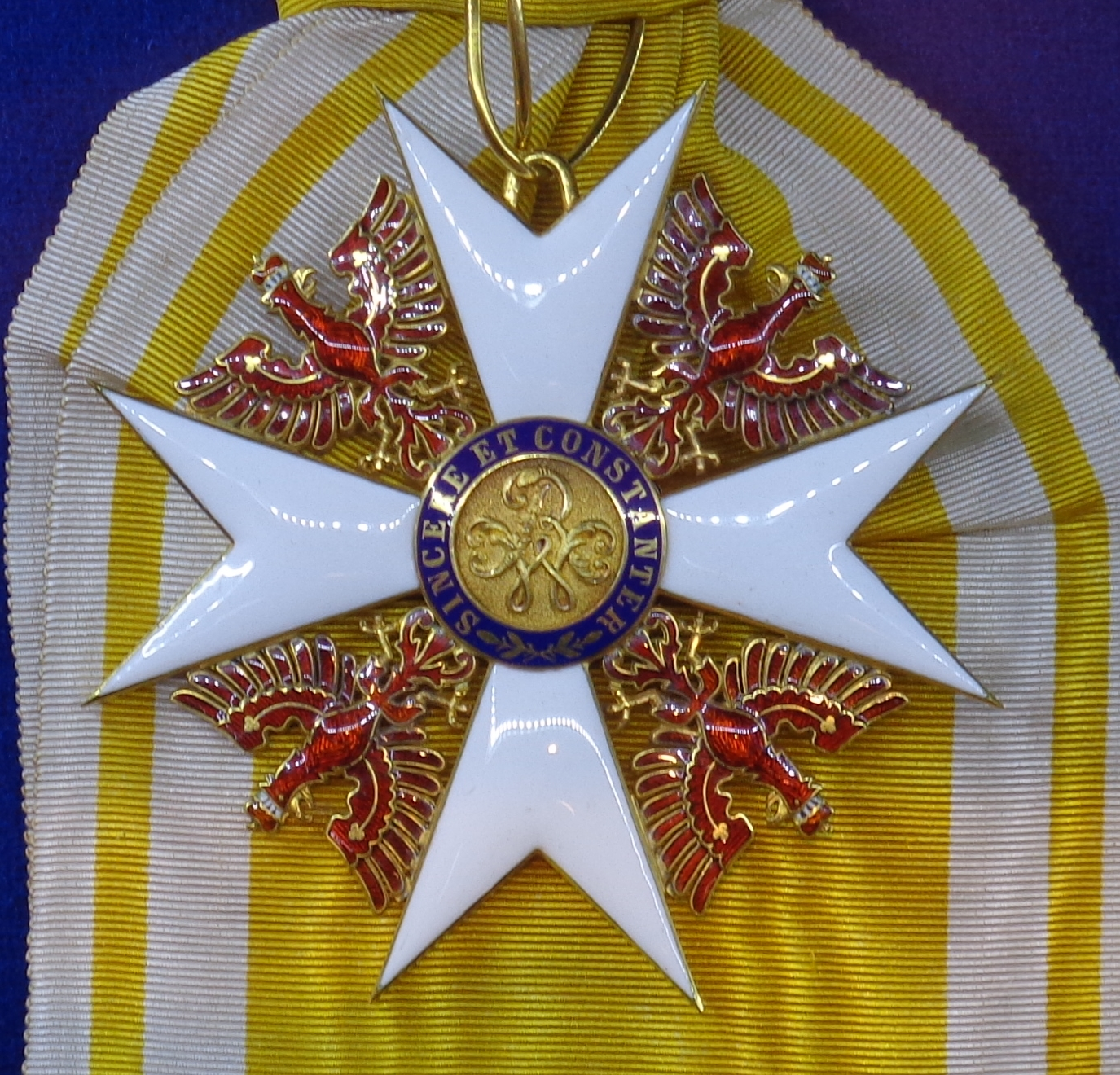
Kreuz zum Roten Adlerorden

### Bayreuthischer Hausorden
Der Ordre de la Sincérité wurde durch Georg Wilhelm von Brandenburg-Bayreuth vermutlich in Anlehnung an den englischen Hosenbandorden, den er auf seinen Reisen kennengelernt hatte, in Konkurrenz zum Ordre de la Concorde seines Vaters gegründet. Wie auch andere protestantische Ritterorden war er nicht nach einem Heiligen, sondern einer ritterlichen Tugend benannt (vergleiche Hausorden der Treue, Ordre de la Générosité, Orden der deutschen Redlichkeit). Das Ordenskreuz zeigte einen Roten Adler, das Wappen der Mark Brandenburg, mit dem die fränkischen Hohenzollern 1415 belehnt wurden und deren Markgrafentitel auch die in Bayreuth und Ansbach regierenden Hohenzollern trugen. Das Ordenszeichen brachte dem Orden den zunächst inoffiziellen Namen Orden vom brandenburgischen Roten Adler ein.
Die Mitglieder des Ordens verpflichteten sich, immer den Ordensstatuten zu folgen. Dazu zählte auch das permanente Tragen des Ordenskreuzes. Er diente jedoch auch der Selbstdarstellung des Markgrafen, denn jedes Jahr wurde zum Georgstag das Ordenskapitel ins Ordensschloss in St. Georgen am See eingeladen. Dort fand auch ein Gottesdienst in der hierfür gestalteten Ordenskirche statt.
Nach dem Tod Georg Wilhelms ging der Orden allmählich ein, bis ihn 1734 Georg Friedrich Karl unter dem Namen Hochfürstlicher Brandenburgischer Roter-Adler-Orden erneuerte. 1759 wurden zwölf Großkreuze eingeführt.
Der letzte Markgraf zu Brandenburg-Ansbach und Bayreuth, Alexander, gab dem Orden 1776 neue Statuten, die die Anzahl der Ritter wieder auf dreißig reduzierte. Die Großkreuze und Ritter des alten Ordens durften ihre Insignien weitertragen, galten aber nicht mehr als vollwertige Ordensmitglieder.

### Preußischer Verdienstorden
Als Alexander die Fürstentümer am 2. Dezember 1791 an Preußen abtrat, ging auch der Orden an Preußen über und wurde am 12. Juni 1792 von Friedrich Wilhelm II. zum zweiten Ritterorden der Monarchie erhoben. Seitdem trugen Ritter des Schwarzen Adlerordens auch immer das Ritterkreuz (ab 1810 Ritterkreuz I. Klasse), ab 1861 das Großkreuz des Roten Adlerordens als Halsdekoration. Im Jahr 1810 wurde der Orden in drei Klassen unterteilt. Im Jahr 1830 wurde die II. Klasse um eine Abteilung mit Stern ergänzt und das Allgemeine Ehrenzeichen I. Klasse zur IV. Klasse des Ordens erhoben. Wer seinerzeit nach der vierten die dritte Klasse erhielt, trug diesen Orden an einer Schleife am Ring des Ordens. Wer mehrere Klassen des Ordens erhalten hatte, trug ab der zweiten Klasse den Orden mit einer Verzierung aus Eichenlaub am Ring. 1861 wurde der Kronenorden gestiftet, der dem Roten Adlerorden gleichgestellt wurde, welcher gleichzeitig um ein Großkreuz erweitert wurde. Im 19. Jahrhundert lautete die Schreibweise Rother Adler-Orden; in historischen Abhandlungen über die Träger lautet die Abkürzung R. A. O. Nach der Novemberrevolution und dem Ende der Monarchie 1918 wurde der Orden nicht mehr verliehen.

## Insignien

Kette zum Roten Adlerorden

### Ordenskreuz
Das Ordenszeichen bestand seit 1810 aus einem nach oben sich verbreiternden weißemaillierten Georgskreuz. Das Medaillon im Avers zeigte den roten brandenburgischen Adler mit einem grünen Lorbeerzweig in den Fängen und im Revers das Monogramm „FW“ unter der preußischen Königskrone. Das am 18. Oktober 1861 von König Wilhelm I. († 1888) anlässlich seiner Krönung in Königsberg gestiftete Großkreuz war ein Johanniterkreuz und trug rote Adler in den Kreuzwinkeln, das Medaillon im Avers zeigte das Monogramm WR (Wilhelmus Rex), von der Ordensdevise SINCERE ET CONSTANTER (aufrichtig und standhaft) umwoben. Im Reversmedaillon befand sich innerhalb eines Eichenkranzes das Datum Den 18. Octb. 1861. Das Großkreuz wurde an einer orangen Schärpe mit weißen Streifen getragen. Bei besonderen Verdiensten wurde die Kette zum Großkreuz verliehen. Das Kreuz der I. Klasse wurde an einer weißen Schärpe mit orangefarbenen Seitenstreifen von der linken Schulter zur rechten Hüfte getragen. Die II. Klasse wurde um den Hals und die III. und IV. Klasse an der linken Brust getragen. Die Kriegsdekoration hing ab 1864 am schwarz-weißen Band. Nichtchristlichen Rittern wurden seit 1851 statt des Kreuzes ein Insigne in Form eines achteckigen Sterns (I. Klasse), eines vierzackigen Sterns (II. Klasse), eines vierzackigen Sterns in kleinerer Ausführung (III. Klasse) bzw. einen Stern in Medaillenform (IV. Klasse) verliehen. In der Mitte befand sich ein rundes Medaillon mit dem Roten Adler in der Mitte.

### Stern
Der Stern des Großkreuzes war ein goldener achtstrahliger Stern, in dessen Mitte der gekrönte rote Adler mit einem Schwert und einem Zepter in den Fängen, auf einem Medaillon aufgemalt ist. Der Adler trägt das hohenzollernsche Wappenschild und um das Medaillon des Adlers steht die Ordensdevise auf blauer Emaille. Der Stern der ersten Klasse ist silbern und gleicht dem Stern des Großkreuzes bis auf wenige Änderungen. Der Adler trägt statt Schwert und Zepter einen Lorbeerkranz und die Ordensdevise steht auf weißer Emaille. Die II. Klasse wurde mit einem silbernen vierstrahligen Stern mit dem Medaillon des Sternes der I. Klasse verliehen. Alle drei Sterne konnten in Brillanten verliehen werden.

### Kette
Die Kette wurde am 18. Januar 1861 mit dem Großkreuz gestiftet und nur bei besonderen Verdiensten verliehen. Sie hatte drei Arten von Gliedern: Das erste war ein blauer Reif, auf dem die Ordensdevise mit Krone stand und der innen das Monogramm des Stifters WR (Wilhelminus Rex) trug; das zweite Glied bestand aus gekreuztem Schwert und Zepter in einem Eichenkranz; das dritte war mit dem ersten identisch bis auf das Monogramm, das ein roter Adler mit dem aufgelegten Kurwappen Brandenburgs, goldener Stab des Erzkämmerers in blauem Feld, ersetzte.

## Ordensklassen
Der ursprünglich einstufige Orden wurde 1810 zu einem Klassenorden, der 1830 und 1861 erweitert wurde. Zuletzt bestand der Rote Adlerorden aus vier Klassen:
- Ritter I. Klasse (bis 1810 einzige Klasse)
  - 1. Abteilung (Großkreuz, seit 1861)
  - 2. Abteilung
- Ritter II. Klasse (seit 1810)
  -  1. Abteilung mit Stern (ab 1830)
  -  2. Abteilung
- Ritter III. Klasse (seit 1810)
- Ritter IV. Klasse (bis 1830 Allgemeines Ehrenzeichen I. Klasse)

Darüber gab es eine große Anzahl von teilweise kombinierbaren Ergänzungen zu den einzelnen Stufen:
- Schwerter (seit 1848 für Kriegsverdienst)
- Eichenlaub (für Inhaber der I. und II. Klasse, die vorher im Besitz der II. oder III. Klasse waren)
- Brillanten (I. und II. Klasse)
- Emailleband des Königlichen Kronenordens, um das Kreuz und den Stern geschlungen (für Inhaber beider Orden in der I. Klasse)
- Eichenlaub mit Johanniterkreuz, für Ritter des Johanniterordens
- Schwerter am Ring (für Inhaber aufgrund militärischer Verdienste bei Verleihung einer höheren Stufe, die schon eine darunterliegende Stufe mit Schwertern besaßen)
- Dienstjubiläumszahlen (50 und 60)
- Schleife (für Inhaber der III. Klasse, die zuvor bereits im Besitz der IV. Klasse waren).

Der Rote Adlerorden war der deutsche Orden mit den vielfältigsten Abstufungen. Im Jahre 1861 wurde ihm ein neuer Orden gleichgestellt: der Kronenorden, der wie das Großkreuz des Roten Adlerordens bei der Krönung Wilhelm I. gestiftet worden war.
Am 18. Mai 1842 verfügte König Friedrich Wilhelm IV. die Anfertigung einer silbernen Roten Adlerordens-Medaille, die nur an nichtpreußische Truppenangehörige verliehen wurde. Kaiser Wilhelm I. ordnete 1871 eine neue Ausführung der Medaille an.

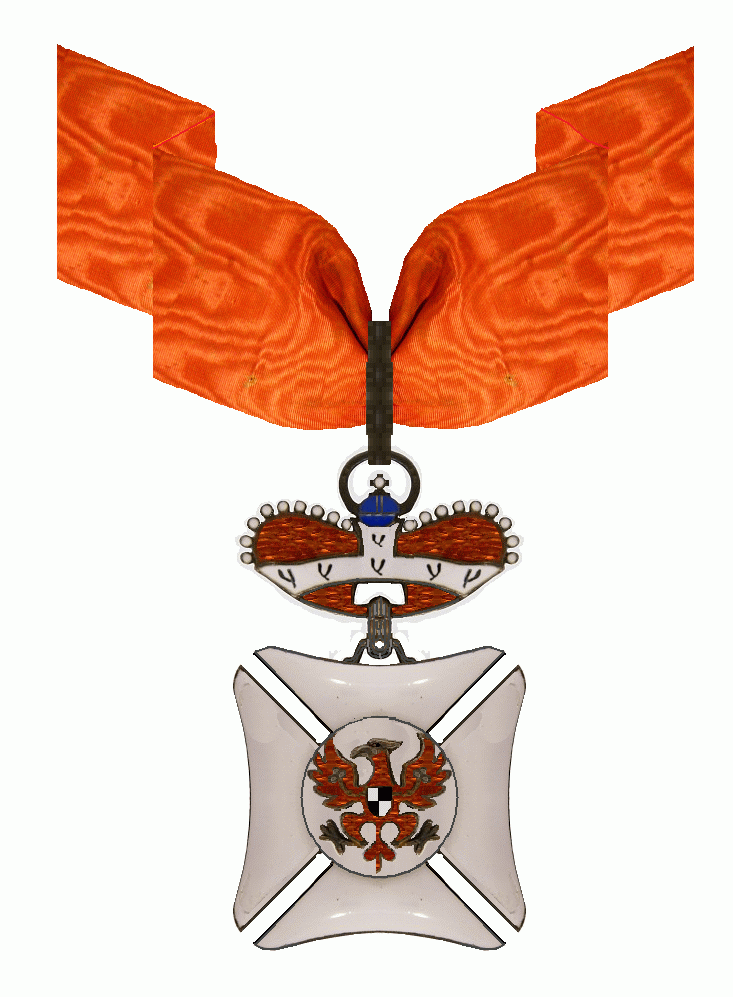
Kreuz des Ordre de la Sincérité, Kopie aus dem 19. Jahrhundert
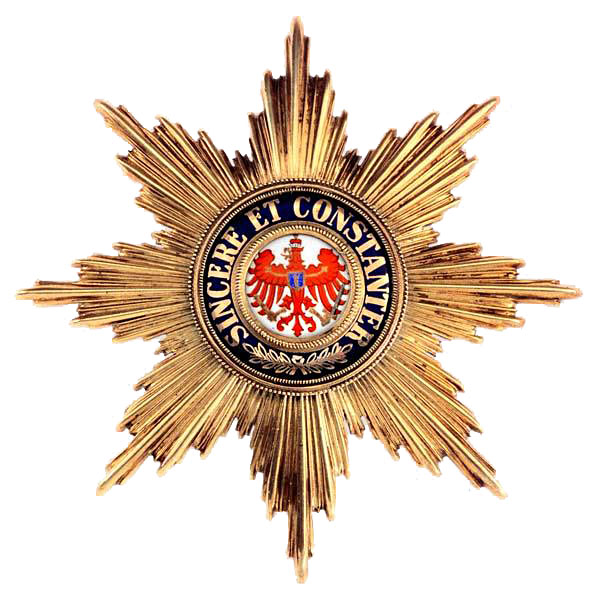
Stern zum Großkreuz
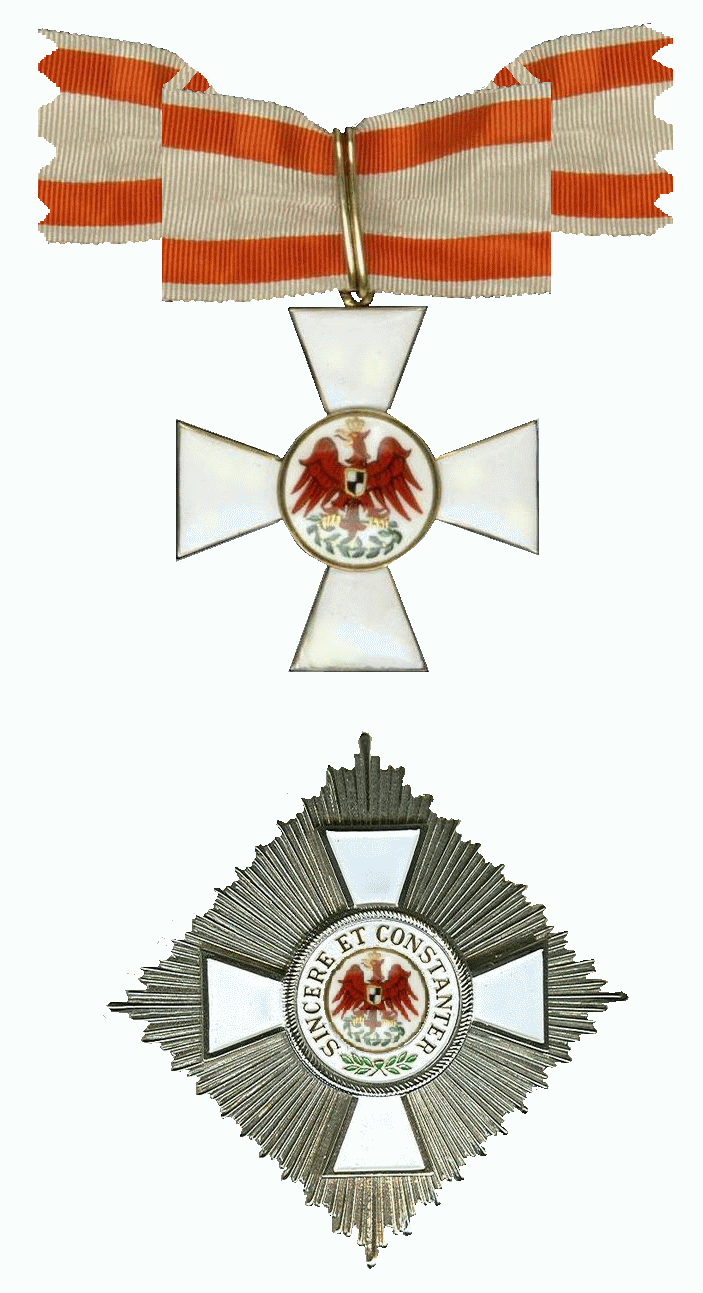
Kreuz und Stern der II. Klasse
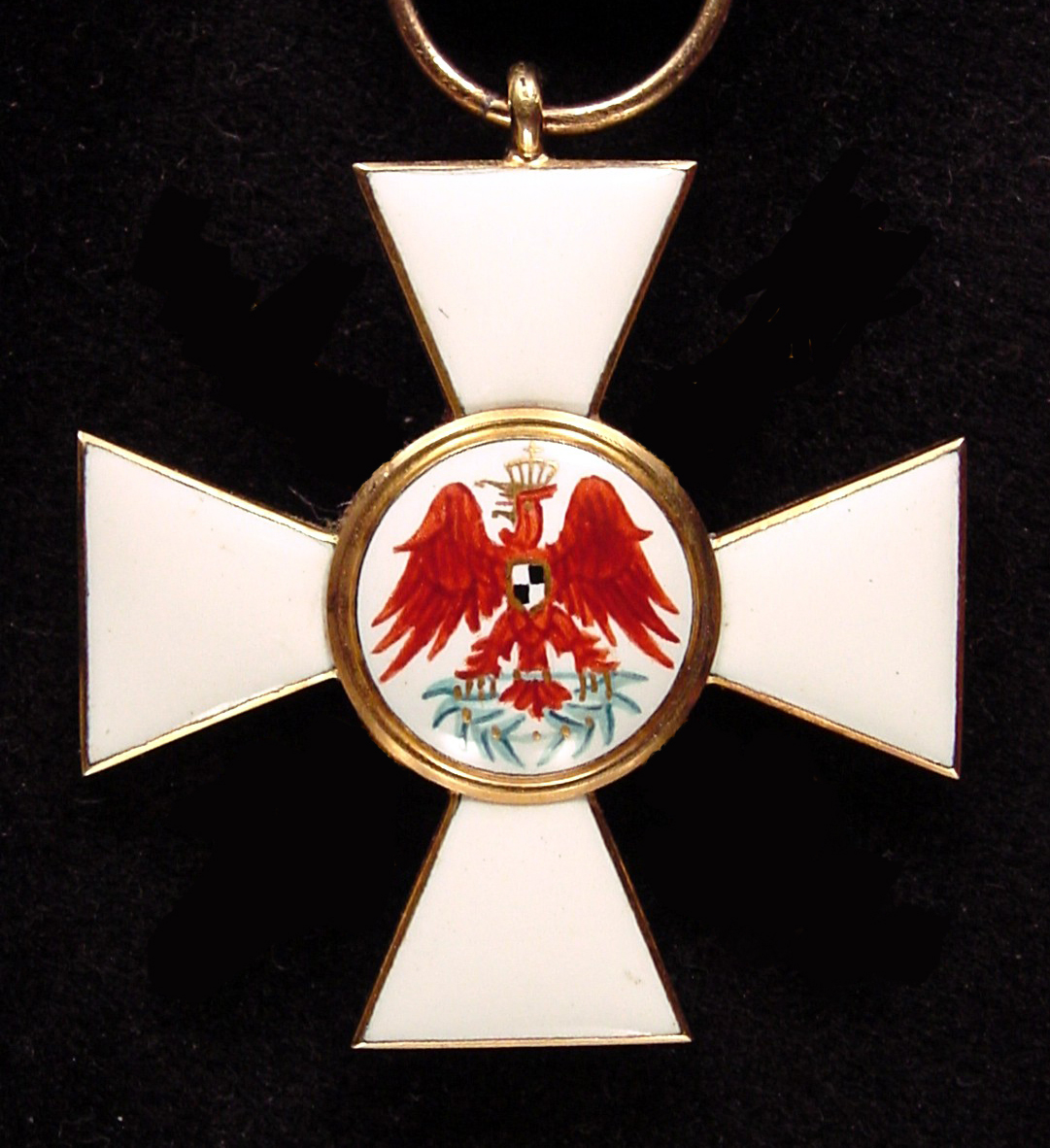
Kreuz III. Klasse, 4. Modell (nach 1854)
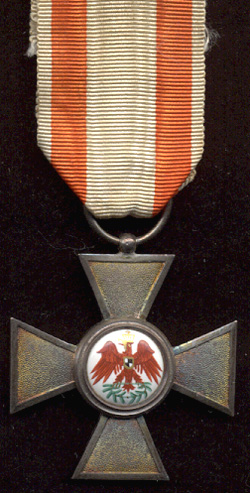
Kreuz IV. Klasse

## Roter Adlerorden im Land Brandenburg
Seit 2005 verleiht Brandenburg den Verdienstorden des Landes Brandenburg, der auch als „Roter Adlerorden“ bezeichnet wird. Die Zahl der Ordensträger ist auf 300 beschränkt.